# Dysgonia erectata
Dysgonia erectata  là một loài bướm đêm thuộc họ Erebidae. Nó được tìm thấy ở Châu Phi, bao gồm Kenya, Nam Phi và Zambia.